# Alabatis
Alabatis je litevské božstvo. Jan Łasicki ve svém díle De diis Samagitarum z konce 16. století o něm uvádí „Alabatis, koho česáči lnu na pomoc volávají“. Podle A. Mierzyńského se ve skutečnosti jedná o slova „ach otče“. Etymologicky je jméno tohoto božstva vykládáno ze slov ãlas „lysý, vyčerpaný“ a bàtis „přítel“, jejichž kombinace může označovat některou z fází čištění lnu. Lze jej také považovat za zkomolenou formulaci alėk bàti „postůj pod vodou, příteli“.